# Cicagna
Cicagna – miejscowość i gmina we Włoszech, w regionie Liguria, w prowincji Genua.
Według danych na rok 2004 gminę zamieszkiwały 2474 osoby, 224,9 os./km².